# Pteromalus fuscipes
Pteromalus fuscipes är en stekelart som först beskrevs av Léon Abel Provancher 1881.  Pteromalus fuscipes ingår i släktet Pteromalus och familjen puppglanssteklar. Inga underarter finns listade i Catalogue of Life.